# Nor Armavir
Nor Armavir là một đô thị thuộc tỉnh Armavir, Armenia. Dân số ước tính năm 2011 là 2151 người.